# Слайфер (лунный кратер)
Кратер Слайфер (лат. Slipher), не путать с кратером Слайфер на Марсе,  — большой ударный кратер в северном полушарии обратной стороны Луны. Название присвоено в честь американских астрономов Эрла Чарльза Слайфера (1883—1964) и Весто Мелвина Слайфера (1875—1969); утверждено Международным астрономическим союзом в 1970 г. Образование кратера относится к раннеимбрийскому периоду.

## Описание кратера

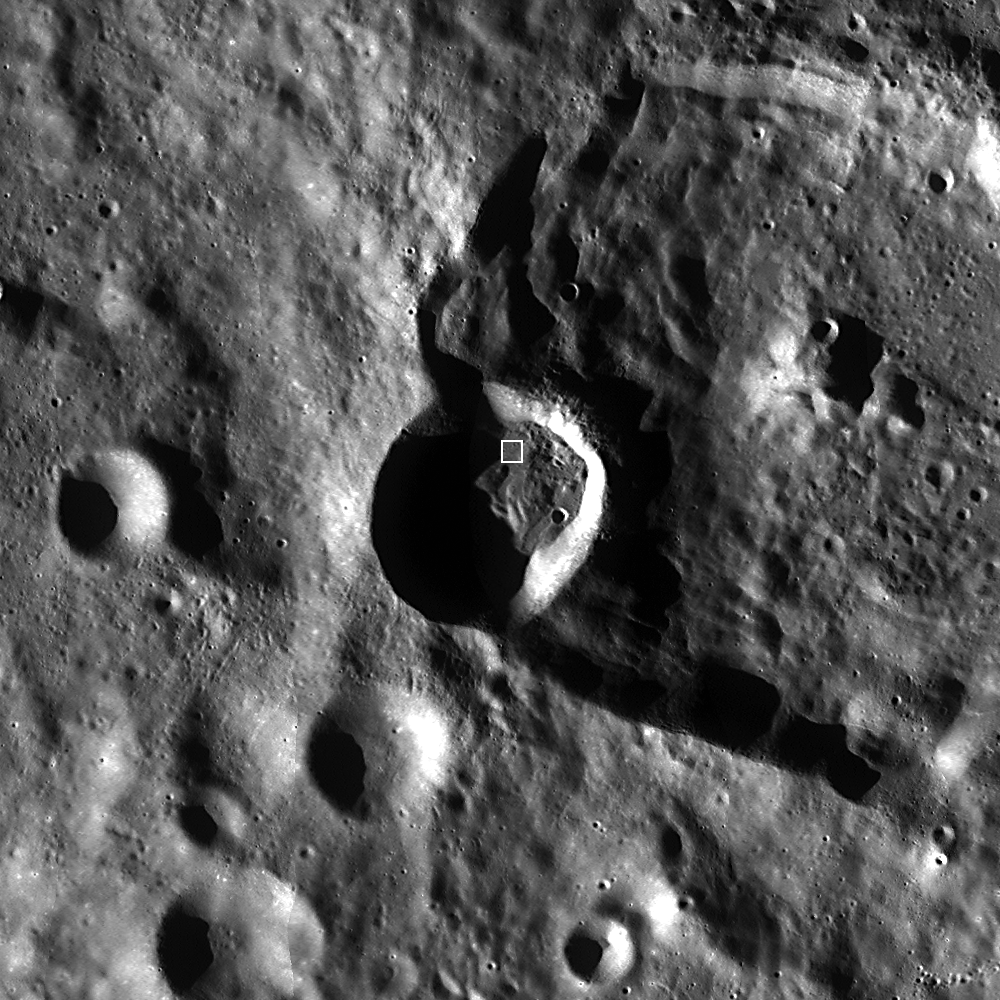
Кратер Слайфер и сателлитный кратер Слайфер S. Снимок зонда Lunar Reconnaissance Orbiter. Ширина снимка около 100 км, белым прямоугольником выделена область снимка участка чаши сателлитного кратера Слайфер S (см. ниже).

Кратер Слайфер расположен в юго-западной части чаши кратера Д’Аламбер. Ближайшими соседями кратера являются кратер Кемпбелл на западе-юго-западе; кратер Ямамото на севере и кратер Ланжевен на юге-юго-западе.Селенографические координаты центра кратера 49°17′ с. ш. 160°16′ в. д. / 49,28° с. ш. 160,27° в. д., диаметр 74,7 км, глубина 2,75 км.
Кратер Слайфер имеет полигональную форму и умеренно разрушен. Вал с четко очерченной кромкой, несколько сглажен в местах пересечения с валом кратера Д’Аламбер, юго-западная часть вала перекрыта сателлитным кратером Слайфер S. Внутренний склон с остатками террасовидной структуры. Высота вала над окружающей местностью достигает 1280 м, объем кратера составляет приблизительно 4200 км³. Дно чаши пересеченное, за исключением сравнительно ровной области в северо-восточной части. В центре чаши расположен массив центральных пиков отмеченный в северной части мелким кратером и состоящий из анортозита (A), габбро-норито-троктолитового анортозита с содержанием плагиоклаза 85-90 % (GNTA1).

## Сателлитные кратеры

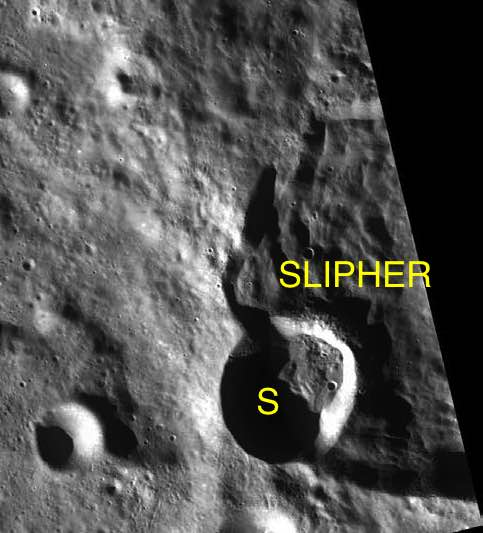
Фрагмент карты LAC-17.

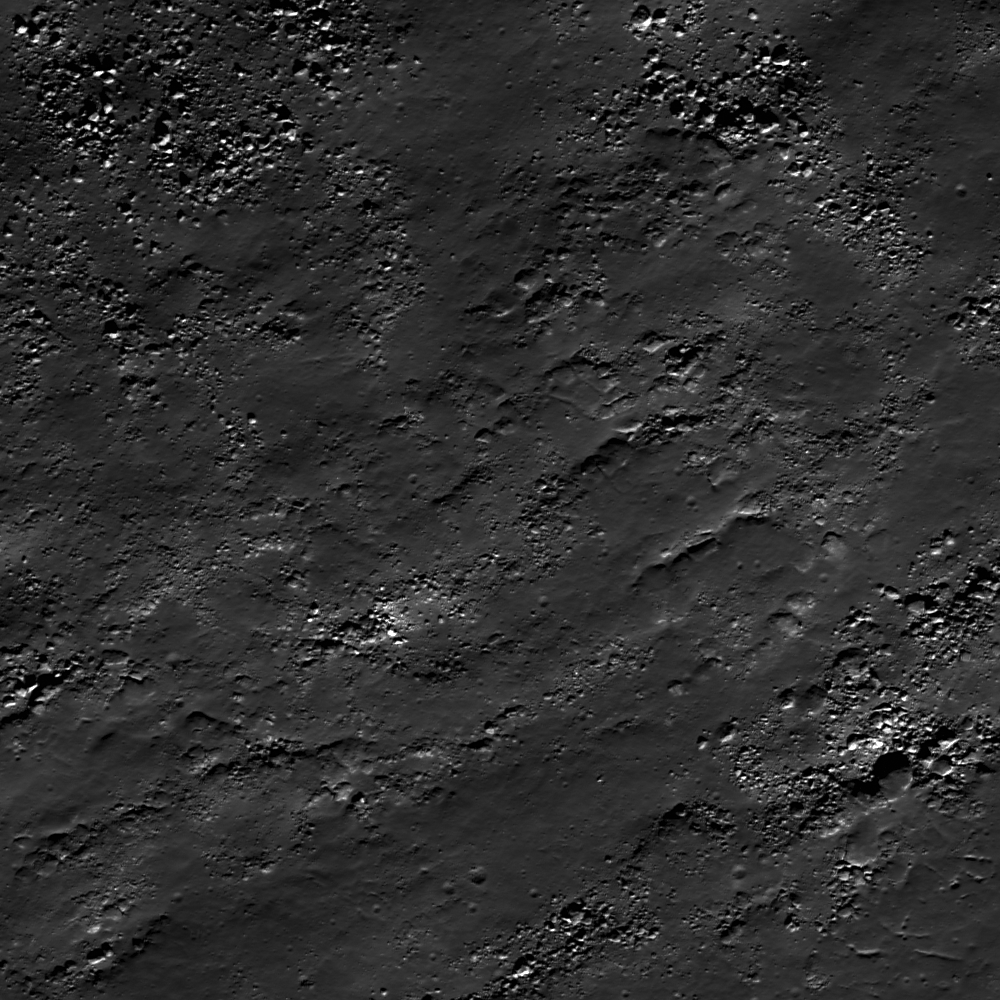
Валуны и расплав пород в чаше сателлитного кратера Слайфер S. Снимок зонда Lunar Reconnaissance Orbiter. Ширина снимка около 650 м.

| Слайфер | Координаты                                              | Диаметр, км |
| ------- | ------------------------------------------------------- | ----------- |
| S       | 48°59′ с. ш. 158°43′ в. д. / 48,98° с. ш. 158,71° в. д. | 26,8        |